# Sœurs de Saint Félix de Cantalice
Les sœurs de Saint Félix de Cantalice (Congregatio Sororum Sancti Felicis de Cantalice Tertii Ordinis Regularis Sancti Francisci Seraphici) forment une congrégation religieuse féminine enseignante et hospitalière de droit pontifical.

## Historique
En 1854, Maria Angela Truszkowska (1825-1899) ouvre un foyer d'accueil pour femmes âgées et enfants abandonnés à Varsovie. Elle est aidée dans son action par Clotilde Ciechanowska et deux pères capucins, Honorat de Biała (1829-1916) et Benjamin Szymanski, supérieur provincial de l'ordre. Les deux femmes prononcent leurs vœux religieux le 21 novembre 1855 et dédient la congrégation à saint Félix de Cantalice car les fondatrices priaient devant son autel de l'église des capucins de Varsovie pour demander son intercession. Les premières sœurs commencent la vie commune le 13 avril 1856 et prennent l'habit religieux le 10 avril 1857. Supprimée par le gouvernement russe après les troubles de 1861 ; les sœurs se replient à Cracovie, alors sous administration autrichienne le 14 octobre 1865. L'institut obtient le décret de louange le 1er juin 1874, il est définitivement approuvé par le Saint-Siège le 19 juillet 1889 ; ses constitutions religieuses sont reconnus le 23 mars 1907 et la congrégation est agrégée aux frères mineurs capucins le 9 avril 1906. Les sœurs suivent le mouvement de migration des Polonais aux États-Unis et multiplient les fondations, surtout au nord et dans le Midwest. L'institut est aujourd'hui présent en majorité dans ce pays.

## Activité et diffusion
Les sœurs se vouent à l'enseignement, aux soins des malades, et au service des pauvres.
Elles sont présentes en :
- Europe : Pologne, Estonie, Russie, Ukraine.
- Amérique : Brésil, Canada, États-Unis.
- Afrique : Kenya.

La maison généralice est à Rome.
En 2017, la congrégation comptait 1393 sœurs dans 184 maisons.